# Saint-Léger, Charente
Saint-Léger är en kommun i departementet Charente i regionen Nouvelle-Aquitaine i västra Frankrike. Kommunen ligger  i kantonen Blanzac-Porcheresse som ligger i arrondissementet Angoulême. År 2018 hade Saint-Léger 128 invånare.

## Befolkningsutveckling
Antalet invånare i kommunen Saint-Léger
Referens:INSEE